# Szprycer

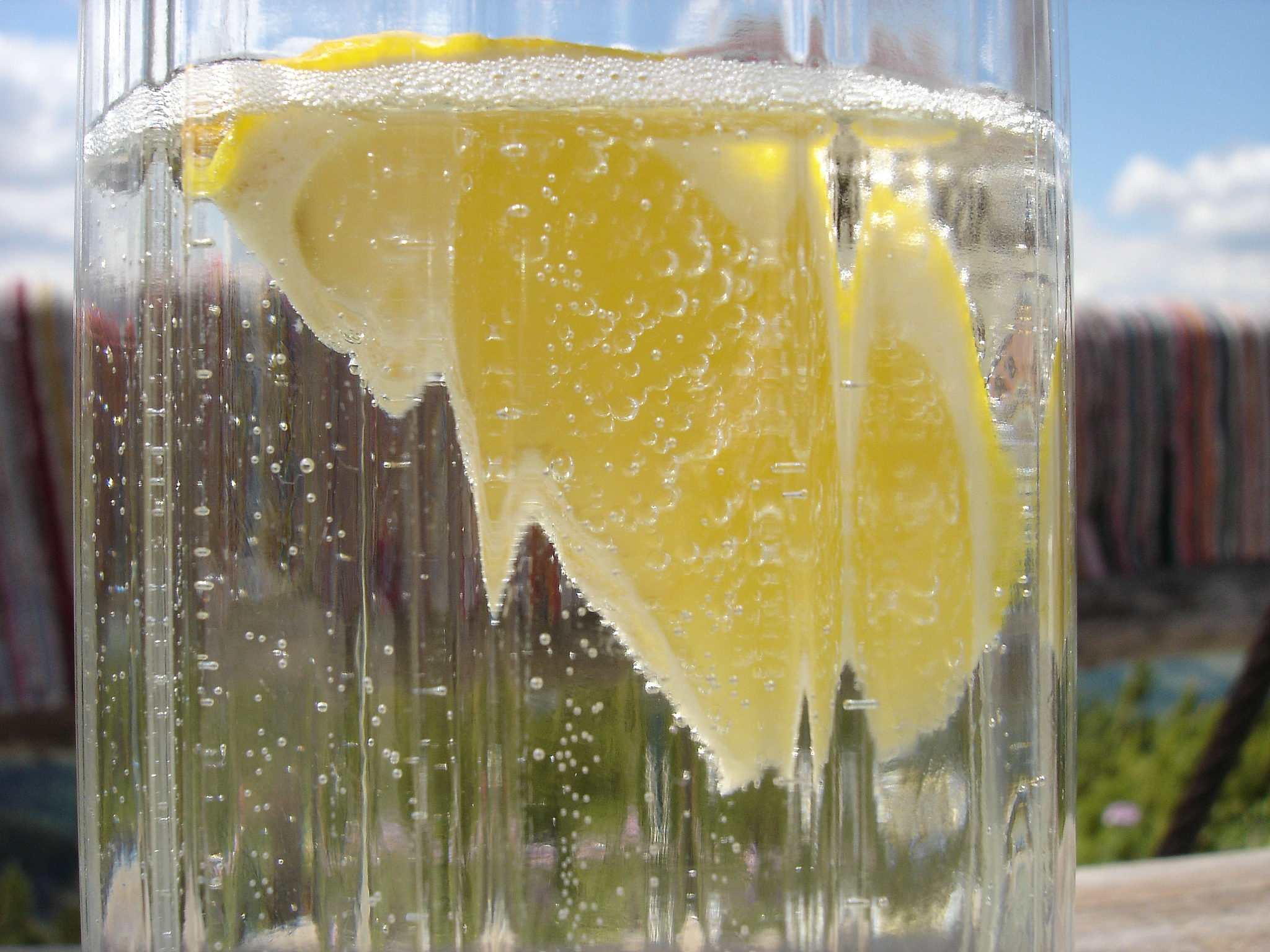
Austriacki szprycer z dodatkiem cytryny

Szprycer – napój powstały ze zmieszania białego wina z wodą gazowaną, zwykle z dodatkiem lodu i dekoracją z owoców lub ziół.

## Odmiany szprycerów

### Popularne szprycery
- Classic Spritz (białe wino + woda gazowana)
- Bianco Spritz (wermut bianco + lemoniada gazowana)
- Aperol Spritz (aperol + wino musujące + woda gazowana)
- Hugo Spritz (syrop z bzu czarnego + wino musujące + woda gazowana)

### Szprycer na Węgrzech
Na Węgry sprowadzony przez Ányosa Jedlika w 1884 roku jako fröccs. W zależności od proporcji wino/woda szprycery na Węgrzech noszą różne nazwy, np.:
- nagyfröccs („duży fröccs”) 2:1
- házmester („dozorca”) 3:2
- kisfröccs („mały fröccs”) 1:1
- viceházmester („wicedozorca”) 2:3
- hosszú lépés („długi krok”) 1:2
- lakófröccs („fröccs lokatorski”) 1:4